# جوردن كولتر
جوردن كولتر (بالإنجليزية: Jordan Coulter)‏ هو عارض أسترالي، ولد في 17 ديسمبر 1992 في غولد كوست في أستراليا.